# Femminismo in Russia

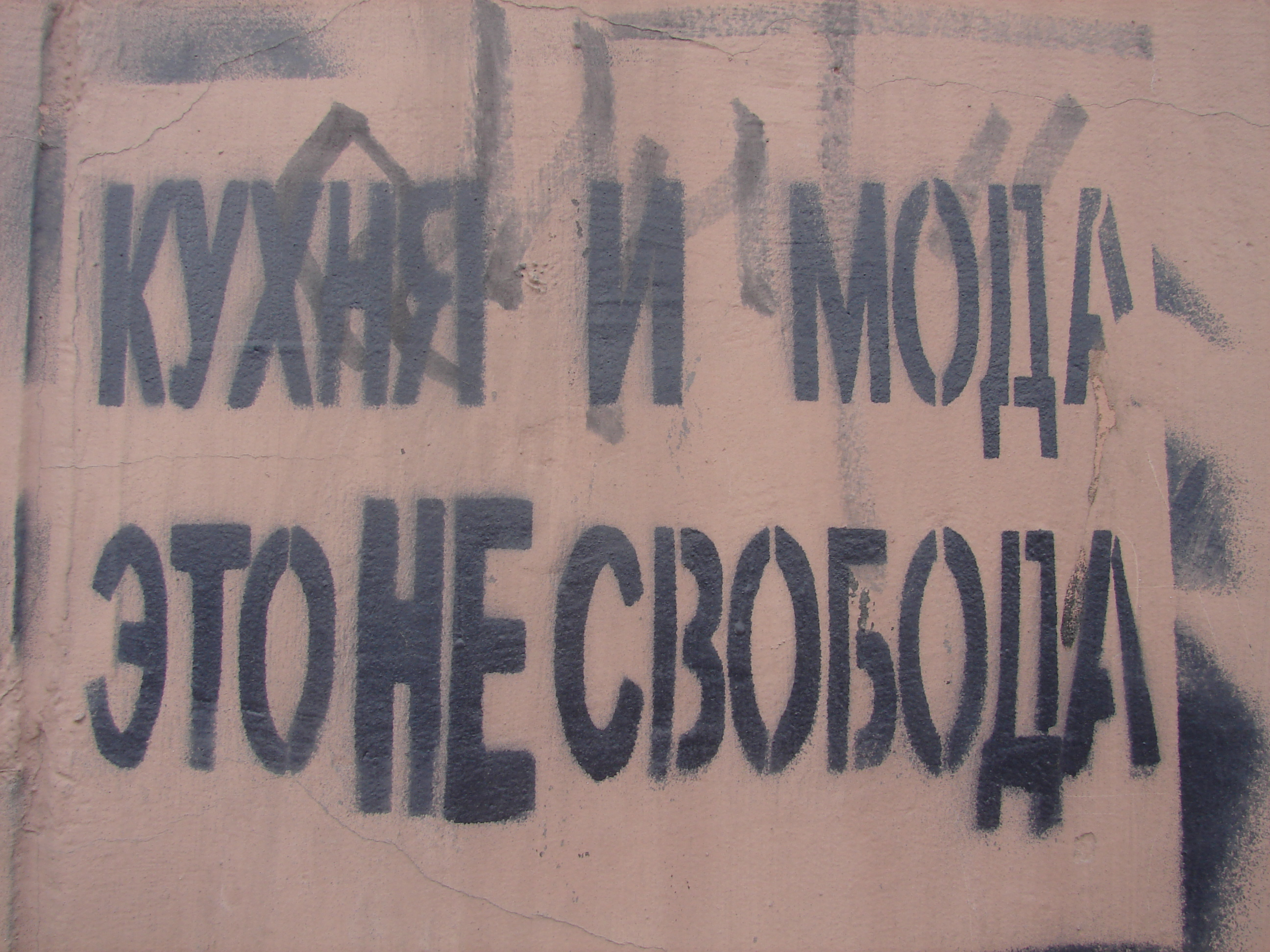
"Cucina e moda - NON è la libertà", graffito stencil femminista del 2005 a San Pietroburgo.

Il femminismo in Russia è nato nel XVIII secolo, influenzato dall'Illuminismo proveniente dall'Europa occidentale e per lo più limitato all'aristocrazia. Nel corso del XIX secolo l'idea del femminismo è rimasta strettamente legata alla politica rivoluzionaria e alla riforma sociale. Nel XX secolo le femministe russe, ispirate dalla dottrina del socialismo, cominciarono a spostare la loro attenzione dalle opere di filantropia all'organizzazione tra i contadini e i lavoratori nelle fabbriche.
Dopo la rivoluzione russa di febbraio del 1917 la lobby femminista ebbe ad ottenere il suffragio femminile e l'uguaglianza sociale nominale per le donne nel campo dell'istruzione e sul posto di lavoro.
Dopo la dissoluzione dell'Unione Sovietica nel 1991 iniziarono a formarsi circoli femministi tra l'intelligencija, anche se il termine continuò a portare con sé connotazioni negative tra i russi contemporanei. Nel XXI secolo alcune femministe russe, tra cui la band punk-rock delle Pussy Riot si sono nuovamente allineate ai movimenti anti-governativi e rivoluzionari come le manifestazioni del 2012 contro il presidente Vladimir Putin, il che ha portato un rappresentante della Chiesa ortodossa russa a definire il femminismo un "peccato mortale".

## Origini

### XVIII secolo

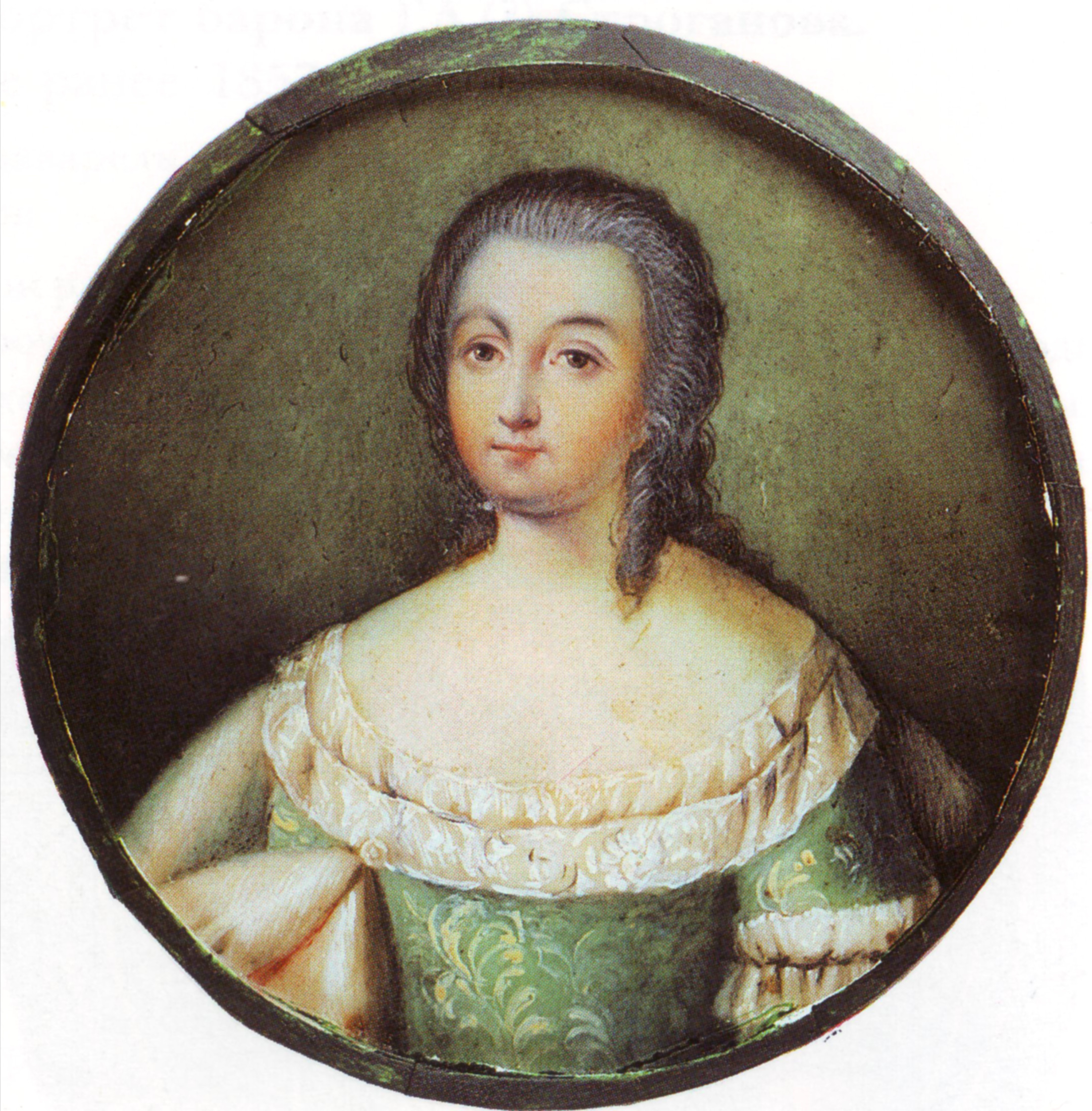
Ritratto della principessa Natalia Sheremeteva, prima donna russa ad aver scritto un'autobiografia e una delle donne decembriste

Il femminismo russo nacque nel corso del XVIII secolo, influenzato dall'illuminismo europeo occidentale e dal ruolo prominente delle donne come simbolo della democrazia e della libertà sorte con la rivoluzione francese. Figure notevoli di intellettuali russi come Alexander Pushkin e Alexander Herzen scrissero in forma positiva nei riguardi dell'aumento del potere e dell'indipendenza delle donne nella società, sostenendo nel contempo la crescente preoccupazione per l'uguaglianza di genere.
Nel suo influente romanzo intitolato Che fare? (romanzo) lo scrittore Nikolaj Gavrilovič Černyševskij incarnò le nuove idee femministe nell'eroina del libro, Vera Pavlovna, la quale sogna di una futura società dove vige l'utopia con una perfetta uguaglianza tra i sessi.
Nella società aristocratica russa le maggiori libertà concesse alle donne portarono all'ascesa di figure potenti di donne socialmente connesse, tra cui gli esempi i conici di Caterina la Grande, Marija Antonovna Czetwertyński-Światopełk e la Contessa Maria Razumovskaya. Le donne cominciarono anche a competere con gli uomini nella sfera letteraria con autrici russe, poetesse e memorialiste che ben presto crebbero in popolarità.

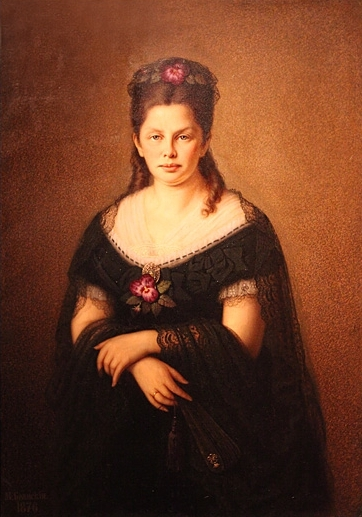
Anna Filosofova, co-fondatrice della Società filantropica di mutua assistenza delle donne russe.

### XIX secolo
L'allentamento delle restrizioni all'istruzione femminile e alla libertà personale promulgato da Pietro il Grande nel corso del XVIII secolo finì col creare una nuova classe di donne istruite, come la principessa Natalia Sheremeteva le cui 1767 Notes furono la prima autobiografia di una donna nell'impero russo.
Nel XIX secolo Sheremeteva fu una delle "donne decembriste", la parte femminile della rivolta decembrista. I decembristi maschi furono un gruppo di rivoluzionari aristocratici che nel 1825 vennero condannati per aver cospirato per rovesciare l'imperatore Nicola I di Russia; molti di loro finirono nei campi di lavoro forzato in Siberia.
Sebbene le mogli, le sorelle e le madri degli uomini decembristi condividessero le stesse opinioni democratiche dei loro parenti maschi non risultarono accusate di tradimento per il solo fatto che erano donne; tuttavia 11 di loro, tra cui Sheremeteva e la principessa Mariya Volkonskaya, fecero la scelta di accompagnare i loro mariti, fratelli e figli nei campi di lavoro.
Seppur ritratte come eroine nella cultura popolare le donne decembriste insistettero sul fatto che stavano semplicemente compiendo il proprio dovere nei confronti delle loro famiglie. Mentre in terra siberiana alcune di loro si occuparono non solamente dei parenti stretti, ma anche degli altri prigionieri. Esse istituirono inoltre importanti organizzazioni come biblioteche e cliniche, nonché realizzando conferenze e concerti.
Nella scrittura storica del tempo l'umile devozione delle donne decembriste fu contrastata dagli intrighi e dall'edonismo delle aristocratiche del XVIII secolo. come la Grande Caterina, i cui eccessi furono considerati come il pericolo di una liberazione troppo improvvisa per le donne. Sebbene non esplicitamente si occupassero di un programma femminista, le donne decembriste furono utilizzate come esempio dalle generazioni successive di femministe russe, la cui preoccupazione per l'uguaglianza di genere era anche legata a programmi politici rivoluzionari.
All'inizio del XIX secolo altre donne aristocratiche si mossero dalla vita raffinata della società del tempo per concentrarsi sulla riforma femminista. Tra di esse vi fu Anna Pavlovna Filosofova. Donna di una famiglia aristocratica moscovita sposata con un burocrate di alto rango, che dedicava la sua energia a diverse attività e progetti a beneficio dei più poveri e delle persone svantaggiate presenti nella società russa, incluse le donne. Insieme a Maria Trubnikova e Nadezhda Stasova convinse l'imperatore a creare e finanziare corsi d'istruzione superiore per le donne. Divenne anche membro fondatore della Società filantropica femminile e responsabile dell'organizzazione del suo congresso avvenuto nel 1908.
Alla fine del secolo alcune delle figure letterarie russe maggiormente rinomate si concentravano nelle loro opere sui motivi femministi. Lev Tolstoj argomentò contro l'istituzione tradizionale del matrimonio, confrontandola con la prostituzione forzata e con la schiavitù, un tema che toccò anche nel suo romanzo Anna Karenina.
Nelle sue opere teatrali e racconti Anton Čechov rappresentò una varietà di protagonisti femminili, dalle attrici alle governanti, le quali sacrificarono la stima sociale e l'influenza per l'indipendenza finanziaria e personale; nonostante questo sacrificio tali donne sono tra i pochi personaggi cecoviani che risultano essere veramente soddisfatte della propria vita.

## La rivoluzione e l'era sovietica

### Pre-rivoluzione

Francobollo raffigurante l'iconica statua sovietica che simboleggiava l'unione di un lavoratore maschio e di una donna in un kolkhoz, che rappresentava l'ideale di uguaglianza sociale sotto il comunismo.

Alla fine del XIX secolo e all'inizio del XX l'attenzione del femminismo russo si spostò dall'aristocrazia i contadini e ai membri della classe operaia. Imbevute di ideologia socialista le giovani donne cominciarono ad organizzere sindacati femminili tra le lavoratrici delle fabbriche, che tendevano ad essere ignorate o emarginate dai socialisti maschi.
Tra il 1907 e il 1917 la "Lega per i diritti delle donne" divenne la più importante organizzazione femminista russa. Come la precedente Società di mutua filantropia essa si concentrò sull'istruzione e sul benessere sociale, ma spinse anche per ottenere pari diritti per le donne, incluso il suffragio femminile, la parità nell'ereditare e la fine delle restrizioni nel passaporto.
La rivoluzione di ottobre del 1917 fu catalizzata in parte dalle dimostrazioni delle lavoratrici, generando un aumento delle adesioni al movimento. Nello stesso anno a causa del continuo gruppo di pressione della società la Russia divenne la prima grande potenza mondiale a concedere alle donne l'importante diritto di voto.

### Femminismo nella società sovietica
Vladimir Lenin, che portò il bolscevismo al potere nella rivoluzione d'ottobre, riconobbe l'importanza della parità femminile nell'Unione delle Repubbliche Socialiste Sovietiche (URSS) la quale istituì ed "effettuò l'emancipazione della donna per renderla uguale all'uomo"; così scrisse nel 1919, seguendo le teorie del marxismo e sottolineando che nel comunismo sovietico "è necessario essere socilizzati e partecipare al comune lavoro produttivo, così la donna sarà uguale all'uomo".
In pratica le donne russe videro dei vantaggi misti nei loro diritti sotto il comunismo. Il suffragio delle donne venne concesso, anche se poi il voto significò ben poco all'interno della società sovietica a causa del monopolio del potere assunto dal Partito Comunista dell'Unione Sovietica (PCUS). Questo monopolio significò anche che molte organizzazioni e giornali femministi indipendenti vennero chiuse e le loro aderenti arrestate.
L'aborto fu legalizzato nel 1920, rendendo l'Unione Sovietica il primo paese al mndo a farlo; è stato tuttavia nuovamente vietato tra il 1936 e il 1955. Un generoso congedo parentale di maternità venne legalmente riconosciuto e fu istituita una rete nazionale di centri per l'infanzia. Con la Costituzione sovietica del 1936 vennero riconosciuti uguali diritti alle donne.
Sebbene l'ideologia sovietica prevalente sottolineò l'uguaglianza di genere nel campo lavorativo e nell'ambito dell'istruzione e molte donne sovietiche occuparono posti di lavoro con diplomi avanzati, non parteciparono però ai ruoli e alle istituzioni politiche fondamentali. Al di sopra dei livelli medi i leader politici ed economici continuarono a rimanere in gran parte maschi.
Mentre la propaganda in Unione Sovietica asseriva con precisione che un maggior numero di donne si trovavano nel Soviet Supremo dell'URSS rispetto alle percentuali dei parlamenti democratici occidentali, solo due donne, Yekaterina Furtseva e (nel suo ultimo anno di vita) Galina Semyonova, rimasero sempre membri del Politburo del Comitato centrale del PCUS, in pratica il vero organo di leadership del paese.
Nel corso degli anni '70, mentre il movimento di liberazione femminile era uno dei temi principali nel discorso pubblico statunitense, nell'Unione Sovietica non esisteva alcun movimento comparabile, nonostante le disuguaglianze dei redditi basati sul genere e un taso di lavoro supplementare in famiglia superiore a quello delle donne americane.
Vi erano anche doppie normative in materia di aspettative sociali: "Un uomo può andare con altre donne, bere, anche essere scarso nei confronti del suo lavoro e questo è generalmente perdonato", ha scritto Hedrick Smith, ex corrispondente russo per il The New York Times, ma "se una donna fa le stesse cose, lei viene criticata per aver adottato un approccio superficiale verso il suo matrimonio e il suo lavoro".
In una lettera aperta alla direzione del paese poco prima che venisse espulso nel 1974, lo scrittore dissidente Aleksandr Isaevič Solženicyn sottolineò il pesante onere posto sulle donne costrette a fare un lavoro subordinato nella società sovietica: "Come si può non sentire vergogna e compassione alla vista delle nostre donne che portano pesanti lastroni di pietre per la pavimentazione della strada?".
Smith ha scritto che molte donne con cui riuscì a parlare si lamentavano el fatto che la loro emancipazione era in realtà uno sfruttamento, dato che le circostanze economiche le costringevano effettivamente a lavorare ma al contempo mantenendo le proprie responsabilità domestiche a casa e che spesso erano stanche; e che, contrariamente alle donne occidentali, le donne sovietiche idero regolarmente la loro idea di liberazione come meno lavorativa e avendo più opportunità di rimanere a casa.
Un racconto popolare nara: "Nell'ambito del capitalismo le donne non sono liberate perché non hanno alcuna possibilità di lavorare. Dovranno rimanere a casa, andare a fare shopping, preparare la cucina, tenere la casa in ordine e prendersi cura dei bambini. Ma sotto il socialismo le donne vengono liberate. Hanno l'opportunità di lavorare tutto il giorno e poi tornare a casa, fare shopping, preparare la cucina, tenere la casa in ordine e prendersi cura dei bambini".
Atteggiamenti di forte sessismo prevalevano ancora nella società sovietica. Gli uomini ai posti di comando spesso non presero seriamente le donne e le loro idee, escludendole da molte discussioni. La violenza domestica e le molestie sessuali continuarono ad esistere; tuttavia studi contemporanei di sociologia hanno scoperto che le donne sovietiche tendevano a non vedere la loro disuguaglianza come un problema.

## Glasnost e Russia post-sovietica
A metà degli anni '80 Michail Gorbačëv istituì la glasnost, consentendo una maggiore libertà di parola e di organizzazione come mai prima si era verificato in URSS. Quest'apertra generò un autentico scoppio nell'azione politica femminile, nella ricerca accademica e nelle iniziative artistiche e commerciali. Inoltre le donne furono consapevoli che il nuovo governo avrebbe fornito una ben poca assistenza alle loro lotte economiche e sociali.
I cittadini dell'Unione Sovietica avrebbero potuto presentare denunce e ricevere risarcimenti attraverso il Partito Comunista, ma il governo post-sovietico non aveva sviluppato sistemi di ricorso statale. Le donne cominciarono a formare le proprie reti di condivisione di risorse e di sostegno emotivo, che talvolta finirono con lo svilupparsi in organizzazioni di base.
Durante la glasnost e dopo la dissoluzione dell'Unione Sovietica circoli femministi cominciarono ad emergere tra le donne più istruite e facenti parte dell'apparato in importanti centri culturali come Mosca (Russia) e San Pietroburgo. Negli anni '90 le donne russe erano ancora esitanti ad utilizzare il termine "femminista" per descrivere se stesse, poiché credevano ch'esso avesse avuto connotazioni negative nel corso della storia russa e, soprattutto dopo la rivoluzione, quando è stato equiparato alla donna del proletariato che si preoccupa solo della sua carriera e non della sua famiglia.
L'attivismo delle donne russe nel corso degli anni '90 non fu esplicitamente femminista; le donne tentarono di migliorare le loro condizioni finanziarie e sociali attraverso qualsiasi mezzo pratico. Da questa lotta emersero comunità femminili che permisero a molte donne di affermarsi nella ricerca del lavoro, nel trattamento equo e nella presenza politica.
La trasformazione politica ed economica verificatasi nella Federazione russa post-sovietica causò un profondo declino economico negli anni '90 e particolari lotte finanziarie per le donne. Anche se molte impiegate mantennero il lavoro, le donne continuarono anche ad essere obbligatoriamente casalinghe. Le donne lavoratrici sovietiche beneficiarono spesso di numerosi aiuti per l'occupazione, come ad esempio gli incentivi per l'infanzia, che spinsero ancor di più le donne all'interno del ruolo di casalinga.
Negli anni '90 il lavoro domestico crebbe sempre più come esigenza in quanto l'acquisto di beni divenne maggiormente basilare nell'economia ristrutturata. I benefici acquisiti dalle donne resero loro anche meno attraente l'impiego dipendente e durante la privatizzazione molte aziende cominciarono a licenziare proprio a partire dalle donne.
Mentre il 90% delle donne era nel mercato del lavoro negli anni '80, nel 1991 le donne formavano il 70.80% di tutta la disoccupazione russa. I posti di lavoro disponibili per le donne negli anni '90 sono stati spesso quelli inseriti in settori a basso reddito e molte descrizioni del lavoro specificarono che solo le donne giovani e attraenti vi erano richieste per applicarvisi. Le donne occupate hanno speso ricevuto una remunerazione notevolmente minore rispetto agli uomini che eseguivano lo stesso lavoro.

## XXI secolo
Negli anni 2000 le donne hanno cominciato ad entrare nei governi locali, anche se solo in posizioni di basso livello; ad esempio nel 2003 il 43% degli amministratori locali a San Pietroburgo erano costituiti da donne.
Nel 2012 la band punk rock femminista delle Pussy Riot ha partecipato a delle pubblicità per mostrare la loro opposizione al governo di Vladimir Putin, affrontando critiche da parte della Chiesa ortodossa russa oltre che dall'amministrazione governativa. Tre membri del gruppo sono state arrestate nel marzo 2012 dopo aver eseguito una "preghiera punk" contro Putin nella Cattedrale di Cristo Salvatore (Mosca). Durante il loro processo furono accusate di comportamenti da Hooligan, ma esse dichiararono di essere femministe osservando che questo non era incompatibile con l'ortodossia russa.
Tuttavia Larisa Pavlova, l'avvocato rappresentante la Chiesa, insistette affinché questa visione venne considerata "non corrispondente alla realtà", continuando a chiamare il femminismo un "peccato mortale".